# Šot (solná pláň)

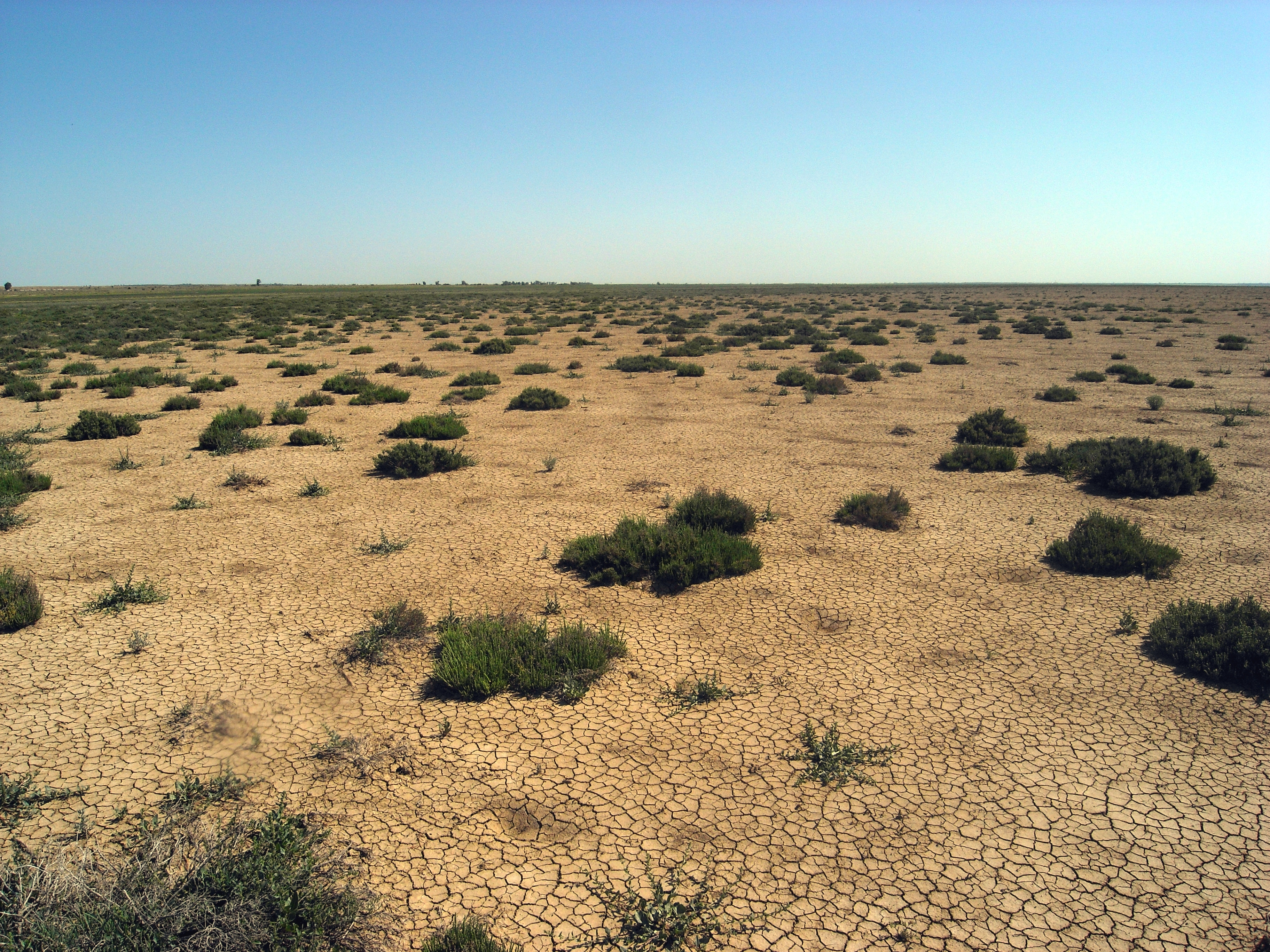
Šot Kelbia (Tunisko)

Šot (arabsky šott) je solná pláň, bezodtoká pánev z větší části roku vyschlá. Nachází se zejména v jižním Tunisku, Alžírsku a jihovýchodním Maroku. Její obdobou ve Střední Asii je tzv. takyr.
Povrch šotů tvoří materiály jako je jíl a hlíny, jsou pokryty povlaky solí a sádrovce – po deštích se mění v slaniska nebo jezera.